# Ashland (New Hampshire)
Pour les articles homonymes, voir Ashland.
Ashland est une municipalité américaine située dans le comté de Grafton au New Hampshire. Selon le recensement de 2010, sa population est de 2 076 habitants, dont 1 244 à Ashland CDP.

## Géographie
La municipalité s'étend sur 11,52 milles carrés (29,84 km2), dont 0,53 milles carrés (1,37 km2) d'étendues d'eau. Le centre géographique du New Hampshire se trouve à cinq kilomètres à l'est d'Ashland.

## Histoire
Ashland formait autrefois le quart sud-ouest de Holderness (the village section). Elle devient une municipalité en 1868 et adopte le nom de la propriété d'Henry Clay à Lexington (Kentucky).